# سیارک ۱۹۴۶۲
سیارک ۱۹۴۶۲ (به انگلیسی: 19462 Ulissedini، نامگذاری:1998HE20) نوزده هزار و چهارصد و شصت و دومین سیارک کشف شده‌است که در ۲۷ آوریل ۱۹۹۸ کشف شد.
قدر مطلق سیارک برابر ۱۳٫۱۰ است.